# Anoplodactylus erectus
Anoplodactylus erectus är en havsspindelart som beskrevs av Cole, L.J. 1904. Anoplodactylus erectus ingår i släktet Anoplodactylus och familjen Phoxichilidiidae. Inga underarter finns listade i Catalogue of Life.